# Mussolet de la Sonda
El mussolet de la Sonda (Taenioptynx sylvaticus; syn: Glaucidium brodiei sylvaticum) és una espècie d'ocell de la família dels estrígids (Strigidae). Es troba als boscos de Sumatra i Borneo. El seu estat de conservació es considera de risc mínim.

## Taxonomia
Anteriorment aquest tàxon era considerat uns subespècie del mussolet de collar (Glaucidium brodiei sylvaticum). Però, el 2020, el Congrés Ornitològic Internacional aprovà segmentar-lo en una nova espècie en base a estrudis acústics. A l'any següent, el COI aprovà traslladar ambdues espècies, que aleshores es trobaven en el gènere Glaucidium en un gènere apart, d'acord amb estudis filogenètics. Així, en la llista mundial d'ocells (versió 11.1, gener 2021) es resgatà el gènere Taenioptynx per a tal fí.
En altres obres taxonòmiques, com el Handook of the Birds of the World i la quarta versió de la BirdLife International Checklist of the birds of the world (Desembre 2019), consta que aquest tàxon tindria la categoria de subespècie del mussolet de collar, el qual estaria encara dins del gènere Glaucidium. En l'informe de la Unió Internacional per a la Conservació de la Natura, ja consta com a espècie reconeguda, però en el gènere anterior: Glaucidium sylvaticum.